# مک‌دانل ایکس‌پی-۶۷
مک‌دانل ایکس‌پی-۶۷ (به انگلیسی: McDonnell XP-67) یک هواگرد ساختِ کارخانهٔ مک‌دانل در کشور ایالات متحده آمریکا است. نخستین استفاده‌کنندهٔ این هواگرد نیروی هوایی ایالات متحده آمریکا بوده‌است. این هواگرد برای نخستین بار در ۶ ژانویه ۱۹۴۴ میلادی مورد استفاده قرار گرفت.